# Therese Bickel
Therese Bickel, auch Theresia Bickel und Therese Bickel-Hummel (* 4. April 1941 in Kriens; † 31. Januar 1999 in St. Gallen; heimatberechtigt in Ennetbürgen), war eine Schweizer Zeichnerin der Art brut.

## Leben und Werk
Therese, auch Theresia, Bickel, geborene Hummel, war seit 1962 wegen einer Polyarthritis behindert. Sie arbeitete als Küchenhilfe und heiratete 1973 den Hilfsarbeiter Martin Bickel. 1988 begann sie zu zeichnen, meist ländliche Szenen in einem kindlich anmutenden Stil.
Über die 2014 erworbene Sammlung Josef und Mina John gelangte eine Werkgruppe von Therese Bickel ins Museum im Lagerhaus in St. Gallen.